# Giovanni Zanobi Weber
Giovanni Zanobi Weber (Firenze, 1737? – Firenze, 1808) è stato un incisore e medaglista italiano.

## Biografia
Giovanni Weber, detto Zanobi o Zanobio nipote del medaglista Lorenzo Maria Weber, fu allievo dello zio nell'imparare l'arte di incidere i coni, ma non raggiunse lo stesso livello artistico. È controversa la questione se nel periodo dal 1760 al 1765 Giovanni Zanobi sia rimasto a Firenze o si sia trasferito a lavorare alla zecca di Vienna (è più probabile la prima ipotesi).
Negli anni 1770-1785 l'artista lavorava certamente alla zecca di Firenze. Nel 1785-86 ebbe il permesso di andare a lavorare alla zecca di Parma. Nel 1805 era ancora al lavoro nella zecca di Firenze.
Come medaglista Giovanni Zanobi fu alquanto prolifico: sono state individuate circa 120 medaglie sue. È probabile che la maggior parte le realizzasse in proprio, poiché fra i documenti archivistici della Reale Zecca di Firenze non figura quasi mai come autore di medaglie. Qualche volta ottenne però il permesso di utilizzare le macchine della zecca per coniare medaglie che gli erano state commissionate da privati. Nell'ambito della zecca di Firenze i suoi stessi superiori avevano scarsa considerazione delle sue qualità artistiche. Anche Giuseppe Pelli Bencivenni, nel commentare la medaglia coniata dal Weber per l'arrivo del granduca Pietro Leopoldo a Firenze nel 1765, scrive nelle sue Effemeridi: “Il lavoro di J. Z. Weber non dà molte idee delle nostre arti in questo genere di cose”.
Le medaglie da lui fatte possono essere così raggruppate:
- medaglie relative al granduca Pietro Leopoldo e ad altri sovrani (il Papa, i Reali di Napoli, l'imperatore Giuseppe II);
- una serie medicea (sono artisticamente le migliori);
- una serie dedicata ad illustri artisti (sono le meno belle, anche se si intravede in esse una certa abilità ritrattistica del Weber);
- un gruppo di quattro sole medaglie coniate a Parma e riguardanti illustri personaggi parmensi;
- un gruppo dedicato ad illustri personaggi dell'epoca, per lo più toscani. Si tratta in generale di medaglie fuse di grosse dimensioni. Alcune di queste medaglie non sono firmate ma sono attribuite a G. Z. Weber da alcuni studiosi.
- un gruppo limitatissimo di medaglie (insegne) per collegi e conservatori.

La principale impressione che si ricava osservando attentamente molte delle sue medaglie
è quella di una certa superficialità sia artistica che tecnica. Ad eccezione delle medaglie
della serie medicea, le sue opere sembrano quasi sempre delle “bozze”. Dà l'impressione
cioè di non essere capace o di non volere spendere troppo tempo su ogni singolo lavoro;
rifugge dalle rifiniture e dai dettagli. Poiché la sua abilità è discreta, forse avrebbe prodotto lavori migliori se si fosse concentrato di più sulle singole opere, senza essere pressato
dall'urgenza di terminarle nel più breve tempo possibile.
Le sue medaglie sono variamente firmate:
- G. Z. V.
- G. Z. VE
- G. Z. VEBER
- I. V.
- I. V. F.
- I. Z. V.
- I. VEB.
- I. Veber.
- I. Veber. F.
- I. W. F.
- I. Z. V.
- I. Z. Veber
- I. Z. Veber. F.
- I. WEBER
- I. Z. Weber
- V.
- V. F.
- W
- W. F.
- WEBER. F.